# Carrer Molinés
El carrer Molinés és un carrer del barri Centre de l'Hospitalet de Llobregat (Barcelonès). El conjunt de les cases dels números 28 a 34 està protegit com a bé cultural d'interès local.

## Descripció
Es tracta d'unes casetes unifamiliars, entre mitgeres, en origen només de planta baixa, aixecades a partir d'un mateix projecte datat pels volts 1928. Algunes casetes tenen cossos afegits amb posterioritat. Estan enretirades respecte d'alineació del carrer i tenen jardí al davant. Les tanques tenen uns pilars d'obra on es recolza la reixa de forja. Les quatre casetes són idèntiques i disposen del mateix programa decoratiu: respiralls ovalats, rajoles vidriades als ampits de les finestres i a la tanca. La casa número 32 ha conegut la remunta d'un pis que ha trencat l'harmonia del conjunt.